# قبلات مسروقة (فلم)
قبلات مسروقة فيلم مصري إنتاج عام 2008.
تاريخ عرض الفيلم يوافق عيد الفطر في مصر لعام 1429 هـ.

## قصة الفيلم
يتناول الفيلم أحلام مجموعة من الشباب المسروقة وحرمانهم من تحقيق أبسط أحلامهم، مثل الزواج والعمل، حيث تخرجوا في الجامعة ولم يجدوا فرصة عمل فيعمل أحدهم كبائع متجول، وآخرون يعملون في مهن بسيطة ولا يستطيع هؤلاء الشباب الزواج الرسمي، فيلجأون إلى الزواج العرفى ويقعون في العديد من المشكلات.

## الممثلون
- يسرا اللوزي
- أحمد عزمي
- باسم سمرة
- راندا البحيري
- محمد كريم
- نرمين ماهر
- شادي خلف
- فرح يوسف
- دعاء طعيمة
- ماهر سليم
- حنان يوسف
- سلوى محمد علي
- سيد رجب

## روابط خارجية
- مقالات تستعمل روابط فنية بلا صلة مع ويكي بيانات